# Амелія Анісович
Амелія Анісович — українська школярка, що у семирічному віці здобула відомість завдяки виступу в укритті під час вторгнення РФ в Україну в Києві. Запис виконання Амелією пісні «Let It Go» з мультфільму «Крижане серце» опублікували провідні видання світу як BBC, The Independent, Dailymail, NBC та іншими. Відео побачили мільйони людей, включно з авторкою оригінальної пісні Ідіною Мензел.

### Виступи
20 березня 2022 року брала участь у концерті на підтримку України за участі Тіни Кароль та Jerry Heil, де виконала гімн України. Концерт відбувався у польскому місті Лодзь для 10 тисяч глядачів та транслювався на більш ніж 40 країн світу.